# Giro di Svizzera 2000
Il Giro di Svizzera 2000, sessantaquattresima edizione della corsa, valido come evento UCI categoria 2.HC, si svolse dal 13 al 22 giugno 2000 per un percorso di 1 358,6 km suddiviso in dieci tappe. Fu vinto dallo svizzero Oscar Camenzind, che terminò la corsa in 34h 1' 5" alla media di 39,93 km/h.
Alla partenza da Uster erano presenti 134 ciclisti, dei quali 89 portarono a termine il giro a Baden.

## Tappe
| Tappa  | Data      | Percorso                            | km      | Vincitore di tappa    | Leader cl. generale |
| ------ | --------- | ----------------------------------- | ------- | --------------------- | ------------------- |
| 1ª     | 13 giugno | Uster > Uster (Cron. a squadre)     | 24,6    | Team Deutsche Telekom | Steffen Wesemann    |
| 2ª     | 14 giugno | Uster > Rheinfelden                 | 197     | Fred Rodriguez        | Markus Zberg        |
| 3ª     | 15 giugno | Rheinfelden > Friburgo              | 182     | Wladimir Belli        | Michael Boogerd     |
| 4ª     | 16 giugno | Friburgo > Verbier                  | 156     | Pascal Hervé          | Pascal Hervé        |
| 5ª     | 17 giugno | Sierre > Sierre (Cron. individuale) | 30      | Raivis Belohvoščiks   | Jan Ullrich         |
| 6ª     | 18 giugno | Ulrichen > Ulrichen                 | 103     | Eddy Mazzoleni        | Jan Ullrich         |
| 7ª     | 19 giugno | Locarno > Lugano                    | 171     | Marco Fincato         | Jan Ullrich         |
| 8ª     | 20 giugno | Locarno > La Punt Chamues-ch        | 170     | Stefano Garzelli      | Oscar Camenzind     |
| 9ª     | 21 giugno | Sankt Moritz > Arosa                | 150     | Francesco Secchiari   | Oscar Camenzind     |
| 10ª    | 22 giugno | Herisau > Baden                     | 175     | Stefano Zanini        | Oscar Camenzind     |
| Totale | Totale    | Totale                              | 1 358,6 |                       |                     |

## Squadre e corridori partecipanti
| N.    | Cod. | Squadra                 |
| ----- | ---- | ----------------------- |
| 1-8   | VIN  | Vini Caldirola-Sidermec |
| 11-18 | MAP  | Mapei-Quick Step        |
| 21-28 | TEL  | Team Deutsche Telekom   |
| 31-38 | RAB  | Rabobank                |
| 41-48 | LAM  | Lampre-Daikin           |
| 51-58 | FAS  | Fassa Bortolo           |
| 61-68 | COF  | Cofidis                 |
| 71-78 | SAE  | Saeco-Valli&Valli       |
| 81-88 | LOT  | Lotto-Adecco            |

| N.      | Cod. | Squadra                |
| ------- | ---- | ---------------------- |
| 91-98   | LIQ  | Liquigas-Pata          |
| 101-108 | FDJ  | Française des Jeux     |
| 111-118 | MER  | Mercatone Uno-Albacom  |
| 121-128 | PLT  | Team Polti             |
| 131-138 | PHO  | Phonak Hearing Systems |
| 141-148 | POS  | Post Swiss Team        |
| 151-158 | GST  | Team Gerolsteiner      |
| 161-168 | MCT  | Mercury Cycling Team   |

## Dettagli delle tappe

### 1ª tappa
- 13 giugno: Uster > Uster – Cronometro a squadre – 24,6 km

Risultati
| Pos. | Squadra               | Tempo  |
| ---- | --------------------- | ------ |
| 1    | Team Deutsche Telekom | 26'30" |
| 2    | Rabobank              | a 5"   |
| 3    | Mapei-Quick Step      | a 11"  |

| Pos. | Corridore           | Squadra       | Tempo  |
| ---- | ------------------- | ------------- | ------ |
| 1    | Steffen Wesemann    | Deutsche Tel. | 26'30" |
| 2    | Jens Heppner        | Deutsche Tel. | s.t.   |
| 3    | Aleksandr Vinokurov | Deutsche Tel. | s.t.   |

### 2ª tappa
- 14 giugno: Uster > Rheinfelden – 197 km

Risultati
| Pos. | Corridore       | Squadra      | Tempo    |
| ---- | --------------- | ------------ | -------- |
| 1    | Fred Rodriguez  | Mapei        | 4h30'36" |
| 2    | Sven Teutenberg | Gerolsteiner | s.t.     |
| 3    | Markus Zberg    | Rabobank     | s.t.     |

| Pos. | Corridore        | Squadra       | Tempo    |
| ---- | ---------------- | ------------- | -------- |
| 1    | Markus Zberg     | Rabobank      | 4h57'06" |
| 2    | Steffen Wesemann | Deutsche Tel. | s.t.     |
| 3    | Fred Rodriguez   | Mapei         | a 2"     |

### 3ª tappa
- 15 giugno: Rheinfelden > Friburgo – 182 km

Risultati
| Pos. | Corridore        | Squadra       | Tempo    |
| ---- | ---------------- | ------------- | -------- |
| 1    | Wladimir Belli   | Fassa Bortolo | 4h23'06" |
| 2    | Marcel Strauss   | Post Swiss    | a 3"     |
| 3    | Stefano Garzelli | Mercatone Uno | s.t.     |

| Pos. | Corridore       | Squadra    | Tempo    |
| ---- | --------------- | ---------- | -------- |
| 1    | Michael Boogerd | Rabobank   | 9h20'22" |
| 2    | Marcel Strauss  | Post Swiss | a 10"    |
| 3    | Eddy Mazzoleni  | Team Polti | a 18"    |

### 4ª tappa
- 16 giugno: Friburgo > Verbier – 156 km

Risultati
| Pos. | Corridore       | Squadra        | Tempo    |
| ---- | --------------- | -------------- | -------- |
| 1    | Pascal Hervé    | Team Polti     | 3h46'51" |
| 2    | Oscar Camenzind | Lampre         | a 39"    |
| 3    | Mauro Zanetti   | Vini Caldirola | s.t.     |

| Pos. | Corridore       | Squadra       | Tempo     |
| ---- | --------------- | ------------- | --------- |
| 1    | Pascal Hervé    | Team Polti    | 13h07'47" |
| 2    | Jan Ullrich     | Deutsche Tel. | a 44"     |
| 3    | Oscar Camenzind | Lampre        | a 47"     |

### 5ª tappa
- 17 giugno: Sierre > Sierre – Cronometro individuale – 30 km

Risultati
| Pos. | Corridore           | Squadra       | Tempo  |
| ---- | ------------------- | ------------- | ------ |
| 1    | Raivis Belohvoščiks | Lampre        | 38'00" |
| 2    | Dario Frigo         | Fassa Bortolo | a 1"   |
| 3    | Jan Ullrich         | Deutsche Tel. | a 16"  |

| Pos. | Corridore        | Squadra       | Tempo     |
| ---- | ---------------- | ------------- | --------- |
| 1    | Jan Ullrich      | Deutsche Tel. | 13h46'47" |
| 2    | Oscar Camenzind  | Lampre        | a 1'07"   |
| 3    | Daniele Nardello | Mapei         | a 1'23"   |

### 6ª tappa
- 18 giugno: Ulrichen > Ulrichen – 103 km

Risultati
| Pos. | Corridore      | Squadra       | Tempo    |
| ---- | -------------- | ------------- | -------- |
| 1    | Eddy Mazzoleni | Team Polti    | 3h05'47" |
| 2    | Dario Frigo    | Fassa Bortolo | s.t.     |
| 3    | Wladimir Belli | Fassa Bortolo | s.t.     |

| Pos. | Corridore       | Squadra       | Tempo     |
| ---- | --------------- | ------------- | --------- |
| 1    | Jan Ullrich     | Deutsche Tel. | 16h54'29" |
| 2    | Eddy Mazzoleni  | Team Polti    | a 13"     |
| 3    | Oscar Camenzind | Lampre        | a 17"     |

### 7ª tappa
- 23 giugno: Locarno > Lugano – 171 km

Risultati
| Pos. | Corridore          | Squadra       | Tempo    |
| ---- | ------------------ | ------------- | -------- |
| 1    | Marco Fincato      | Fassa Bortolo | 3h58'31" |
| 2    | Salvatore Commesso | Saeco         | a 21"    |
| 3    | Maarten den Bakker | Rabobank      | s.t.     |

| Pos. | Corridore       | Squadra       | Tempo     |
| ---- | --------------- | ------------- | --------- |
| 1    | Jan Ullrich     | Deutsche Tel. | 20h53'26" |
| 2    | Eddy Mazzoleni  | Team Polti    | a 13"     |
| 3    | Oscar Camenzind | Lampre        | a 16"     |

### 8ª tappa
- 20 giugno: Locarno > La Punt Chamues-ch – 170 km

Risultati
| Pos. | Corridore        | Squadra       | Tempo    |
| ---- | ---------------- | ------------- | -------- |
| 1    | Stefano Garzelli | Mercatone Uno | 4h40'19" |
| 2    | Gilberto Simoni  | Lampre        | s.t.     |
| 3    | Richard Virenque | Team Polti    | s.t.     |

| Pos. | Corridore       | Squadra       | Tempo     |
| ---- | --------------- | ------------- | --------- |
| 1    | Oscar Camenzind | Lampre        | 25h34'01" |
| 2    | Dario Frigo     | Fassa Bortolo | a 14"     |
| 3    | Wladimir Belli  | Fassa Bortolo | a 26"     |

### 9ª tappa
- 21 giugno: Sankt Moritz > Arosa – 150 km

Risultati
| Pos. | Corridore           | Squadra    | Tempo    |
| ---- | ------------------- | ---------- | -------- |
| 1    | Francesco Secchiari | Saeco      | 3h47'59" |
| 2    | Salvatore Commesso  | Saeco      | a 3'34"  |
| 3    | Christian Heule     | Post Swiss | a 3'44"  |

| Pos. | Corridore       | Squadra       | Tempo     |
| ---- | --------------- | ------------- | --------- |
| 1    | Oscar Camenzind | Deutsche Tel. | 29h30'21" |
| 2    | Dario Frigo     | Deutsche Tel. | a 14"     |
| 3    | Wladimir Belli  | Phonak        | a 26"     |

### 10ª tappa
- 22 giugno: Herisau > Baden – 175 km

Risultati
| Pos. | Corridore         | Squadra      | Tempo    |
| ---- | ----------------- | ------------ | -------- |
| 1    | Stefano Zanini    | Mapei        | 4h23'13" |
| 2    | Thomas Mühlbacher | Gerolsteiner | s.t.     |
| 3    | Marcel Strauss    | Post Swiss   | s.t.     |

| Pos. | Corridore       | Squadra       | Tempo     |
| ---- | --------------- | ------------- | --------- |
| 1    | Oscar Camenzind | Deutsche Tel. | 34h01'05" |
| 2    | Dario Frigo     | Fassa Bortolo | a 14"     |
| 3    | Wladimir Belli  | Fassa Bortolo | a 26"     |

## Evoluzione delle classifiche
| Tappa              | Vincitore             | Classifica generale | Classifica a punti | Classifica scalatori | Classifica Sinalco sprint | Classifica Tissot sprint | Classifica a squadre  |
| ------------------ | --------------------- | ------------------- | ------------------ | -------------------- | ------------------------- | ------------------------ | --------------------- |
| 1ª                 | Team Deutsche Telekom | Steffen Wesemann    | non assegnata      | non assegnata        | non assegnata             | non assegnata            | Team Deutsche Telekom |
| 2ª                 | Fred Rodriguez        | Markus Zberg        | Fred Rodriguez     | Tadej Valjavec       | Pascal Hervé              | Pascal Hervé             | Mapei-Quick Step      |
| 3ª                 | Wladimir Belli        | Michael Boogerd     | Fred Rodriguez     | Stephan Gottschling  | Juan Manuel Gárate        | Pascal Hervé             | Rabobank              |
| 4ª                 | Pascal Hervé          | Pascal Hervé        | Fred Rodriguez     | Stephan Gottschling  | Juan Manuel Gárate        | Pascal Hervé             | Fassa Bortolo         |
| 5ª                 | Raivis Belohvoščiks   | Jan Ullrich         | Fred Rodriguez     | Stephan Gottschling  | Juan Manuel Gárate        | Pascal Hervé             | Fassa Bortolo         |
| 6ª                 | Eddy Mazzoleni        | Jan Ullrich         | Fred Rodriguez     | Stefano Garzelli     | Juan Manuel Gárate        | Pascal Hervé             | Fassa Bortolo         |
| 7ª                 | Marco Fincato         | Jan Ullrich         | Fred Rodriguez     | Stefano Garzelli     | Juan Manuel Gárate        | Pascal Hervé             | Fassa Bortolo         |
| 8ª                 | Stefano Garzelli      | Oscar Camenzind     | Marco Fincato      | Stefano Garzelli     | Juan Manuel Gárate        | Pascal Hervé             | Fassa Bortolo         |
| 9ª                 | Francesco Secchiari   | Oscar Camenzind     | Marco Fincato      | Stefano Garzelli     | Matthias Buxhofer         | Pascal Hervé             | Fassa Bortolo         |
| 10ª                | Stefano Zanini        | Oscar Camenzind     | Fred Rodriguez     | Stefano Garzelli     | Matthias Buxhofer         | Pascal Hervé             | Fassa Bortolo         |
| Classifiche finali | Classifiche finali    | Oscar Camenzind     | Fred Rodriguez     | Stefano Garzelli     | Matthias Buxhofer         | Pascal Hervé             | Fassa Bortolo         |

## Classifiche finali

### Classifica generale
| Pos. | Corridore        | Squadra       | Tempo     |
| ---- | ---------------- | ------------- | --------- |
| 1    | Oscar Camenzind  | Deutsche Tel. | 34h01'05" |
| 2    | Dario Frigo      | Fassa Bortolo | a 14"     |
| 3    | Wladimir Belli   | Fassa Bortolo | a 26"     |
| 4    | Sven Montgomery  | F. des Jeux   | a 1'42"   |
| 5    | Jan Ullrich      | Deutsche Tel. | a 2'07"   |
| 6    | Richard Virenque | Team Polti    | a 2'22"   |
| 7    | Daniele Nardello | Mapei         | a 2'40"   |
| 8    | Michael Boogerd  | Rabobank      | a 5'13"   |
| 9    | Oscar Mason      | Mercatone Uno | a 6'21"   |
| 10   | Daniel Atienza   | Saeco         | a 6'40"   |

### Classifica scalatori
| Pos. | Corridore           | Squadra       | Punti |
| ---- | ------------------- | ------------- | ----- |
| 1    | Stefano Garzelli    | Mercatone Uno | 72    |
| 2    | Stephan Gottschling | Post Swiss    | 61    |
| 3    | Pascal Hervé        | Team Polti    | 44    |
| 4    | Wladimir Belli      | Fassa Bortolo | 43    |
| 5    | Salvatore Commesso  | Saeco         | 40    |

### Classifica a punti
| Pos. | Corridore       | Squadra       | Punti |
| ---- | --------------- | ------------- | ----- |
| 1    | Fred Rodriguez  | Mapei         | 55    |
| 2    | Marco Fincato   | Fassa Bortolo | 46    |
| 3    | Wladimir Belli  | Fassa Bortolo | 45    |
| 4    | Sven Teutenberg | Gerolsteiner  | 41    |
| 5    | Marcel Strauss  | Post Swiss    | 36    |

### Classifica sprint
| Pos. | Corridore           | Squadra       | Punti |
| ---- | ------------------- | ------------- | ----- |
| 1    | Matthias Buxhofer   | Phonak        | 20    |
| 2    | Juan Manuel Gárate  | Lampre        | 15    |
| 3    | Wladimir Belli      | Fassa Bortolo | 9     |
| 4    | Pascal Hervé        | Team Polti    | 9     |
| 5    | Francesco Secchiari | Saeco         | 7     |

| Pos. | Corridore        | Squadra       | Punti |
| ---- | ---------------- | ------------- | ----- |
| 1    | Pascal Hervé     | Team Polti    | 9     |
| 2    | Wladimir Belli   | Fassa Bortolo | 6     |
| 3    | Marco Fincato    | Fassa Bortolo | 6     |
| 4    | Armin Meier      | Saeco         | 6     |
| 5    | René Haselbacher | Gerolsteiner  | 6     |

### Classifica squadre
| Pos. | Squadra               | Tempo      |
| ---- | --------------------- | ---------- |
| 1    | Fassa Bortolo         | 101h12'18" |
| 2    | Mercatone Uno-Albacom | a 12'18"   |
| 3    | Team Polti            | a 20'32"   |
| 4    | Team Deutsche Telekom | a 25'08"   |
| 5    | Rabobank              | a 25'54"   |